# Masacre de Deir Yassin
La masacre de Deir Yassin se refiere al asesinato de entre 107 y 120 civiles árabes palestinos, entre el 9 de abril y 11 de abril de 1948 por milicianos del Irgún y del Leji (estimación generalmente aceptada por los estudiosos) durante y, posiblemente, también después de la batalla, en la aldea de Deir Yassin (también escrito como Deir Yasin o de Dir Yassin), cerca de Jerusalén en el Mandato Británico de Palestina. Ocurrió mientras las fuerzas judías del Yishuv luchaban para romper el asedio de Jerusalén durante el período de la guerra civil que precedió al final del mandato.

## El ataque
La masacre de Deir Yassin tuvo lugar el 9 de abril de 1948, cuando alrededor de 130 milicianos de la extrema derecha sionista, los cuales pertenecían a los grupos paramilitares conocidos como Irgún y Leji, mataron a entorno 107-117 árabes palestinos, incluyendo a mujeres y niños, en la aldea de Deir Yassin, un pueblo pequeño de 600-700 habitantes que se encontraba cerca de Jerusalén. El asalto ocurrió como respuesta de la milicia judía al bloqueo que estaba sufriendo la ciudad de Jerusalén durante la guerra civil que precedió al final del Mandato Británico de Palestina.
Los combates se produjeron casa por casa en el poblado y, a pesar de la resistencia que opusieron en principio los aldeanos, las bajas fueron muy considerables. La mayoría de bajas tuvieron lugar durante la batalla, pero otras sucedieron mientras los aldeanos trataban de huir de los ejércitos paramilitares o rendirse ante ellos, también se produjeron fusilamientos y ejecuciones públicas contra los palestinos.
Hay diferentes recuentos sobre la cantidad de víctimas del ataque, pero los números rondarían entre las 107-117 víctimas que se calculan desde el lado árabe, mientras que desde el bando judío, con las milicias de Lehi e Irgun, se calculan la muerte de unas 254 personas durante el terrible asalto.
La masacre fue condenada por gran parte de la comunidad judía y principalmente destacó la condena de Haganá, que era la principal fuerza paramilitar judía. Importantes figuras hebreas realizaron críticas a esta acción militar, entre ellas destaca Hannah Arendt o Albert Einstein. A partir de este acto de violencia injustificada, el rey Abdullah de Jordania advirtió al estado de Israel de las terribles consecuencias que tendrían sus actos en Deir Yassin. 
Los acontecimientos de esta masacre se convirtieron en uno de los puntos clave del conflicto entre árabes e israelíes. Desde los diferentes puntos de vista de ambos lados se intentó dar su visión de la masacre como la verdadera, ello hizo se viera a Haganá quitar importancia a sus ataques hacia los árabes, centrándose en los ecos acaecidos en Deir Yassin o a la izquierda acusar a las milicias responsables de ensuciar el nombre de Israel.
Una de las consecuencias fue un ataque a un convoy médico de Hadassah en Jerusalén que dejó un total de 78 muertes y 22 heridos entre los profesores, alumnos, enfermeras, doctores y soldados de la Haganá que los escoltaban.

## Las milicias de Leji y de Irgun

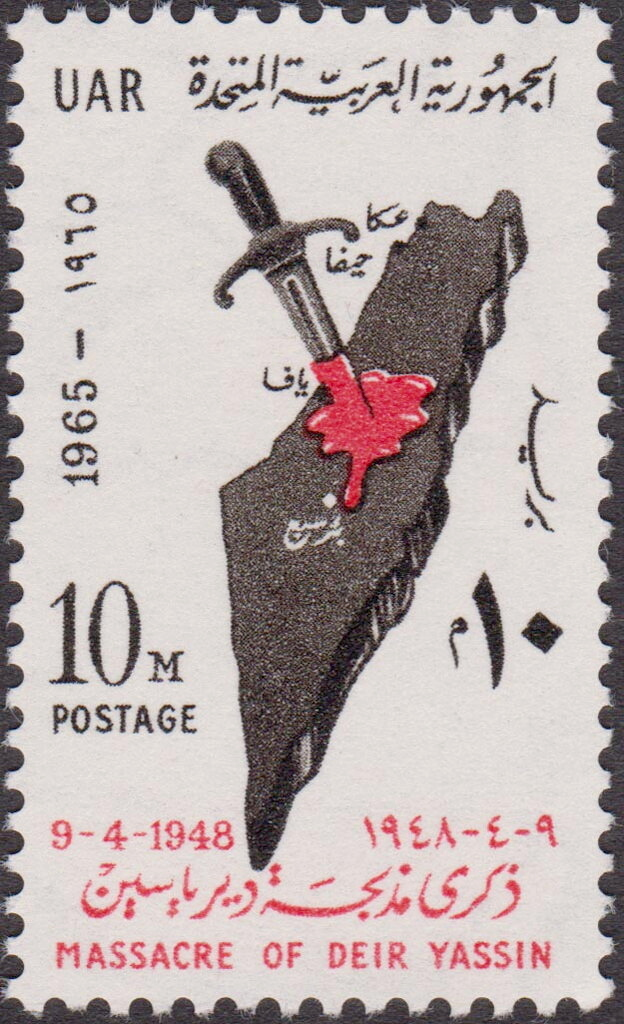
Sello de correos egipcio conmemorativo

La mayoría de las fuerzas judías que atacaron Deir Yassin pertenecían a dos milicias clandestinas extremistas, la Irgun (Etzel, abreviada IZL) (Organización Militar Nacional), dirigida por Menachem Begin , y la Lehi (Luchadores por la Libertad de Israel, (abreviada LHI), ambas alineadas con el movimiento sionista revisionista de derecha.
A menudo se los denomina "revisionistas" o “disidentes", porque su alineamiento ideológico contrastaba con el movimiento sionista laboral dominante del Yishuv, que era la comunidad judía en Palestina.
Formado en 1931, Irgun era un grupo militante que se separó de la principal milicia judía, la Haganá. Durante la revuelta árabe de 1936-1939 en Palestina, en la que los árabes palestinos se levantaron contra las autoridades del mandato británico en protesta por la inmigración masiva judía al país, las tácticas del Irgun incluyeron bombardeos de autobuses y mercados, condenados tanto por los británicos como por la Agencia Judía. Lehi, un grupo disidente de Irgun, se formó en 1940 tras la decisión de Irgun de declarar una tregua con los británicos durante la Segunda Guerra Mundial. Posteriormente, Lehi llevó a cabo una serie de asesinatos diseñados para obligar a los británicos a salir de Palestina. En abril de 1948, se estimó que el Irgun tenía 300 combatientes en Jerusalén y Lehi alrededor de 100.
Ambos grupos habían cometido numerosos ataques terroristas contra los británicos y los árabes, pero Deir Yassin sería su primera operación militar adecuada y los grupos estaban ansiosos por mostrar a su rival, la Haganá, su destreza en el combate. También fue su primera operación conjunta desde la división en 1940

## Deir Yassin
Deir Yassin era un pueblo árabe palestino de varios cientos de residentes, todos musulmanes , que vivían en 144 casas. El Comité Internacional de la Cruz Roja informó que había 400 residentes. El pueblo era relativamente próspero, gracias a la excavación de piedra caliza de sus canteras, lo que permitía a los residentes ganarse la vida con la cantería.
El pueblo estaba situado en una colina a 800 metros sobre el nivel del mar y dos kilómetros al sur de la carretera de Tel Aviv. Limitaba con los suburbios judíos de Jerusalén Occidental; Givat Shaul , una comunidad ortodoxa , al otro lado del valle 700 metros al noreste, y Beit HaKerem al sureste. Las ciudades árabes más cercanas eran Qalunya, a unos kilómetros al noroeste, y Ein Karem, a unos kilómetros al suroeste, donde el Ejército Árabe de Liberación había establecido una base. Atravesando Ein Karem y Deir Yassin estaba la cresta Sharafa en el Monte Herzl, una elevación estratégicamente importante que la Haganá había tomado antes. El único camino hacia la población y desde el pueblo corría hacia el este pasando por Givat Shaul.
Los aldeanos vivían en paz con sus vecinos judíos, en particular los de Givat Shaul , algunos de los cuales supuestamente intentaron ayudar a los aldeanos durante la masacre de Irgun-Lehi.

## Deir Yassin hoy en día
En 1949, a pesar de las protestas, el barrio de Jerusalén de Givat Shaul Bet se construyó en lo que había sido la tierra de Deir Yassin, ahora considerada parte de Har Nof , un área ortodoxa. La población judía que rodeaba el pequeño , escribió al primer primer ministro de Israel en esa época, David Ben-Gurion, pidiendo que Deir Yassin quede deshabitada o que se posponga su asentamiento. Escribieron que se había vuelto "infame en todo el mundo judío, el mundo árabe y el mundo entero”. Pues asentarse en la tierra tan pronto después de los asesinatos equivaldría a respaldarlos. Ben-Gurion no respondió, aunque los corresponsales le enviaron copia tras copia. Finalmente, su secretaria respondió que había estado demasiado ocupado para leer su carta.
En 1951, se construyó el Centro de Salud Mental Kfar Shaul en el propio pueblo, utilizando algunos de los edificios abandonados del pueblo. Actualmente, muchos de los edificios restantes, ubicados dentro del hospital, están ocultos detrás de la cerca del hospital, con la entrada estrictamente restringida. En la década de 1980, la mayoría de las partes abandonadas restantes del pueblo fueron demolidas para dar paso a nuevos vecindarios, y la mayor parte del cementerio de Deir Yassin fue demolido para dar paso a una carretera. Har HaMenuchot , un cementerio judío, se encuentra al norte. Al sur hay un valle que contiene parte del Bosque de Jerusalén , y al otro lado del valle, a una milla y media de distancia, se encuentran el Monte Herzl y el museo conmemorativo del Holocausto.Yad Vashem . El historiador palestino Walid Khalidi escribió en 1992:
"Muchas de las casas de la aldea en la colina todavía están en pie y se han incorporado a un hospital israelí para enfermos mentales que se estableció en el sitio. Algunas casas fuera de la valla de los terrenos del hospital se utilizan con fines residenciales y comerciales, o como almacenes. Fuera de la valla, hay algarrobos y almendros y tocones de olivos. Varios pozos están ubicados en el borde suroeste del sitio".